# Cvetka Rutar
Cvetka Rutar, slovenska osnovnošolska učiteljica, pisateljica in avtorica priročnikov, * 3. marec 1962, Tolmin
Je učiteljica razrednega pouka na OŠ Preserje. Imela je svetovalni s.p. Animayush, prek katerega je izdajala vzgojne priročnike.

### Zasebno
Ima pet otrok.

### Pravljice
- Škratek Timotej svetuje. Animayush, 2016.
- Vila Delia. Animayush, 2018.

### Priročniki
- Jaz : poti do čustvene razbremenitve in kvalitetnega sobivanja. Društvo Spletje, 2016.
- Dragi starši : s čuječnostjo do harmonije odnosov : vodič za starše mlajših otrok na poti zavedanja. Animayush, 2017.
- Igre sanj : fantazijska potovanja za odrasle in otroke z energijo hvaležnosti. Animayush, 2018.
- Jaz - na potovanju do sebe : priročnik osebnega raziskovanja za učence tretjega triletja. Animayush, 2018.